# LNFA Serie C 2015

La LNFA Serie C 2015 è la 1ª edizione del campionato di football americano di terzo livello, organizzato dalla FEFA. È formata da una serie di tornei locali che si concludono con dei playoff nazionali.

## Stagione regolare

### XIV Liga Andaluza de Futbol Americano/Conferencia Sur
| Pos. | Squadra              | PCT   | G | V | N | P | PF  | PS  |
| ---- | -------------------- | ----- | - | - | - | - | --- | --- |
| 1    | Granada Lions        | 1.000 | 4 | 4 | 0 | 0 | 224 | 29  |
| 2    | Fuengirola Potros    | .857  | 7 | 6 | 0 | 1 | 281 | 74  |
| 3    | Almería Barbarians   | .571  | 7 | 4 | 0 | 3 | 128 | 187 |
| 4    | Sevilla Linces       | .286  | 7 | 2 | 0 | 5 | 130 | 242 |
| 5    | Córdoba Golden Bulls | .000  | 7 | 0 | 0 | 7 | 51  | 282 |

|  | Semifinali | Semifinali         | Semifinali |                   |   | Finale | Finale        | Finale |  |
|  |            |                    |            |                   |   |        |               |        |  |
|  |            |                    |            |                   |   | 1      | Granada Lions | 27     |  |
|  |            |                    |            |                   |   | 1      | Granada Lions | 27     |  |
|  |            |                    |            | Fuengirola Potros | 8 |        |               |        |  |
|  | 2          | Fuengirola Potros  | 44         | Fuengirola Potros | 8 |        |               |        |  |
|  | 2          | Fuengirola Potros  | 44         |                   |   |        |               |        |  |
|  | 3          | Almería Barbarians | 8          |                   |   |        |               |        |  |

#### Verdetti
- I  Granada Lions vincono la Liga Andaluza.
- Nessuna squadra partecipa ai playoff di serie C.

### XXVII LCFA Senior
| Pos. | Squadra              | PCT   | G | V | N | P | PF  | PS  |
| ---- | -------------------- | ----- | - | - | - | - | --- | --- |
| 1    | Vilafranca Eagles    | 1.000 | 9 | 9 | 0 | 0 | 359 | 81  |
| 2    | Argentona Bocs       | .889  | 9 | 8 | 0 | 1 | 328 | 81  |
| 3    | Barcelona Uroloki    | .778  | 9 | 7 | 0 | 2 | 310 | 112 |
| 4    | Terrassa Reds        | .611  | 9 | 5 | 1 | 3 | 272 | 108 |
| 5    | Vall d'Aro Senglars  | .500  | 9 | 4 | 1 | 4 | 193 | 110 |
| 6    | Torrelles Legends    | .444  | 9 | 4 | 0 | 5 | 281 | 178 |
| 7    | Barcelona Pagesos    | .333  | 9 | 3 | 0 | 6 | 92  | 303 |
| 8    | Sarrià de Ter Wolves | .222  | 9 | 2 | 0 | 7 | 60  | 350 |
| 9    | Salt Falcons         | .222  | 9 | 2 | 0 | 7 | 122 | 266 |
| 10   | Salou Almogàvers     | .000  | 9 | 0 | 0 | 9 | 38  | 466 |

|  | Semifinali | Semifinali        | Semifinali     |                |               | Finale        | Finale | Finale |  |
|  |            |                   |                |                |               |               |        |        |  |
|  | 1          | Vilafranca Eagles | 27             |                |               |               |        |        |  |
|  | 1          | Vilafranca Eagles | 27             |                |               |               |        |        |  |
|  | 4          | Terrassa Reds     | 32             |                |               |               |        |        |  |
|  | 4          | Terrassa Reds     | 32             |                | Terrassa Reds | Terrassa Reds | 6      |        |  |
|  |            |                   |                |                | Terrassa Reds | Terrassa Reds | 6      |        |  |
|  |            |                   | Argentona Bocs | Argentona Bocs | 15            |               |        |        |  |
|  | 2          | Argentona Bocs    | Argentona Bocs | Argentona Bocs | 15            | 37            |        |        |  |
|  | 2          | Argentona Bocs    |                |                |               |               |        |        |  |
|  | 3          | Barcelona Uroloki | 15             |                |               |               |        |        |  |

#### Verdetti
- Gli  Argentona Bocs vincono la Lliga Catalana.
- Nessuna squadra partecipa ai playoff di serie C.

### Conferencia Central 2015
| Pos. | Squadra              | PCT   | G | V | N | P | PF  | PS  |
| ---- | -------------------- | ----- | - | - | - | - | --- | --- |
| 1    | Arganda Toros        | 1.000 | 6 | 6 | 0 | 0 | 215 | 45  |
| 2    | Majadahonda Wildcats | .833  | 6 | 5 | 0 | 1 | 202 | 57  |
| 3    | Tres Cantos Jabatos  | .500  | 6 | 3 | 0 | 3 | 170 | 121 |
| 4    | Alcorcón Smilodons   | .333  | 6 | 2 | 0 | 4 | 142 | 160 |
| 5    | Fuenlabrada Cuervos  | .333  | 6 | 2 | 0 | 4 | 83  | 246 |
| 6    | Guadalajara Stings   | .000  | 6 | 0 | 0 | 6 | 45  | 229 |

#### Verdetti
- Gli  Arganda Toros vincono la Conferencia Central e partecipano ai playoff di serie C.
- Gli  Alcorcón Smilodons e i  Tres Cantos Jabatos partecipano ai playoff di serie C.

### Liga Norte Senior 2014-2015
| Pos. | Squadra               | PCT   | G | V | N | P | PF  | PS  |
| ---- | --------------------- | ----- | - | - | - | - | --- | --- |
| 1    | Gijón Mariners        | 1.000 | 6 | 6 | 0 | 0 | 248 | 29  |
| 2    | Coyotes de Santurtzi  | .500  | 6 | 3 | 0 | 3 | 197 | 45  |
| 3    | Cantabria Bisons      | .500  | 6 | 3 | 0 | 3 | 105 | 113 |
| 4    | Zaragoza Dark Knights | .000  | 6 | 0 | 0 | 6 | 0   | 363 |

#### Verdetti
- I  Gijón Mariners vincono la Liga Norte e prendono parte ai playoff di serie C.
- I  Cantabria Bisons partecipano ai playoff di serie C.

### Conferencia Este 2015
| Pos. | Squadra               | PCT  | G | V | N | P | PF  | PS  |
| ---- | --------------------- | ---- | - | - | - | - | --- | --- |
| 1    | Alicante Sharks       | .875 | 8 | 7 | 0 | 1 | 160 | 51  |
| 2    | Sueca Ricers          | .625 | 8 | 5 | 0 | 3 | 154 | 75  |
| 3    | Cartagena Pretorianos | .571 | 7 | 4 | 0 | 3 | 64  | 81  |
| 4    | Cehegín Wolves        | .429 | 7 | 3 | 0 | 4 | 101 | 114 |
| 5    | La Nucía Spartans     | .125 | 6 | 1 | 0 | 7 | 27  | 191 |

#### Verdetti
- Gli  Alicante Sharks vincono la Conferencia Este e partecipano ai playoff di serie C.

## Playoff

### Tabellone
|  | Wild Card           | Wild Card           | Wild Card        |                  |                | Semifinali     | Semifinali     | Semifinali |  |  | Finale | Finale | Finale |  |
|  |                     |                     |                  |                  |                |                |                |            |  |  |        |        |        |  |
|  |                     |                     |                  |                  |                | Gijón Mariners | Gijón Mariners | 61         |  |  |        |        |        |  |
|  |                     |                     |                  |                  |                | Gijón Mariners | Gijón Mariners | 61         |  |  |        |        |        |  |
|  |                     |                     | Cantabria Bisons | Cantabria Bisons | 7              |                |                |            |  |  |        |        |        |  |
|  | Cantabria Bisons    | Cantabria Bisons    | Cantabria Bisons | Cantabria Bisons | 7              | 30             |                |            |  |  |        |        |        |  |
|  | Cantabria Bisons    | Cantabria Bisons    |                  |                  |                |                |                |            |  |  |        |        |        |  |
|  | Tres Cantos Jabatos | Tres Cantos Jabatos | 7                |                  |                |                |                |            |  |  |        |        |        |  |
|  | Tres Cantos Jabatos | Tres Cantos Jabatos | 7                |                  | Gijón Mariners | Gijón Mariners | 13             |            |  |  |        |        |        |  |
|  |                     |                     |                  |                  |                |                |                |            |  |  |        |        |        |  |
|  |                     |                     | Alicante Sharks  | Alicante Sharks  | 0              |                |                |            |  |  |        |        |        |  |
|  |                     |                     |                  | Alicante Sharks  | 0              |                |                |            |  |  |        |        |        |  |
|  |                     |                     |                  |                  |                |                |                |            |  |  |        |        |        |  |
|  |                     |                     |                  |                  |                |                |                |            |  |  |        |        |        |  |
|  |                     | Arganda Toros       | Arganda Toros    | 6                |                |                |                |            |  |  |        |        |        |  |
|  |                     |                     |                  | 6                |                |                |                |            |  |  |        |        |        |  |
|  |                     |                     | Alicante Sharks  | Alicante Sharks  | 13             |                |                |            |  |  |        |        |        |  |
|  | Alicante Sharks     | Alicante Sharks     | Alicante Sharks  | Alicante Sharks  | 13             | 34             |                |            |  |  |        |        |        |  |
|  | Alicante Sharks     | Alicante Sharks     |                  |                  |                |                |                |            |  |  |        |        |        |  |
|  | Alcorcón Smilodons  | Alcorcón Smilodons  | 6                |                  |                |                |                |            |  |  |        |        |        |  |

### Wild Card
| 2015 | Cantabria Bisons | 30 – 7 | Tres Cantos Jabatos |  |

| 2015 | Alicante Sharks | 34 – 6 | Alcorcón Smilodons |  |

### Semifinali
| 2015 | Gijón Mariners | 61 – 7 | Cantabria Bisons |  |

| 2015 | Arganda Toros | 6 – 13 | Alicante Sharks |  |

### I Final de la LNFA Serie C
| 2015 | Gijón Mariners | 13 – 0 | Alicante Sharks |  |

## I Final de la LNFA Serie C

### Spareggio promozione
| Villanueva de Gállego 14 giugno 2015, ore 11:00 | Zaragoza Hornets | 13 – 7 referto | Alicante Sharks | Campo Municipal |

## Verdetti
- Gijón Mariners Campioni della LNFA Serie C 2015 e Promossi in Serie B
- Alicante Sharks non promossi in Serie B